# Парламентские выборы в Чили (2021)
Парламентские выборы в Чили прошли 21 ноября 2021 года в один день с 1-м туром президентских выборов и местными выборами. Они стали 62-ми парламентскими выборами в стране. На них были избраны все 155 депутатов нижней палаты Конгресса от 60 округов и 27 сенатора из 50 членов Сената на период 2022—2026 годов.
После избирательной реформы в 2015 году Сенат увеличился с 38 до 43 мест в 2017 году и с 43 до 50 мест в 2021 году. Срок полномочий всех вновь избранных депутатов и сенаторов начнется 11 марта 2022 года.
Результаты выборов в Сенат привели к неоднозначному результату. Коалиция Чили, вперёд! уходящего президента Чили Себастьяна Пиньеры получила ещё пять мест за счёт Нового социального пакта, став самой большой коалицией. В то же время коалиция Одобряю достоинство также получила ещё четыре места, а Христианско-социальный фронт — одно. В результате, в то время как Чили, вперёд! стала крупнейшим блоком, успехи, полученные коалицией Одобряю достоинство, обеспечили примерно равный баланс между левым и правым блоками.
К похожему результату привели выборы в Палату депутатов. Коалиции Чили, вперёд! и Новый социальный пакт потеряли несколько мест, при этом новые партии — Партия народа и Христианско-социальный фронт — получили места за счёт Чили, вперёд!, в то время как Одобряю достоинство значительно увеличили своё представительство (при этом входящая в неё Коммунистическая партия Чили впервые с 1973 года смогла получить представительство в Сенате). В результате, хотя Чили, вперёд! стал самым большим парламентским блоком, Палата депутатов почти поровну разделена между левым и правым блоками.